# Tina Ehn
Tina Marina Ehn, född 23 juni 1960 i Haga församling i Göteborg, är en svensk politiker (miljöpartist). Hon var ordinarie riksdagsledamot 2006–2014, invald för Västra Götalands läns västra valkrets.

## Biografi
Tina Ehn är född och uppvuxen i Västra Frölunda, Göteborg, har bott på Orust och bor numera i Sotenäs.
Ehn var riksdagsledamot 2006–2014. I riksdagen var hon ledamot i miljö- och jordbruksutskottet 2006–2010 och kulturutskottet 2010–2014. Hon var även suppleant i EU-nämnden, miljö- och jordbruksutskottet, näringsutskottet och trafikutskottet.
Ehn är idag aktiv i Västra Götalandsregionen och är bland annat ordförande för regionens Hållbarhetsutskott och har tidigare varit ordförande för Stenebyskolan som ligger i Steneby distrikt., samt Nämnden för Hemslöjdsfrågor. 